# Blastobasis tarda
Blastobasis tarda é uma espécie de mariposa do gênero Blastobasis pertencente à família Coleophoridae.